# Give Me Your Everything
Give Me Your Everything este un single semnat Alexandra Stan, lansat pe 27 august 2014. Piesa a fost scrisă și compusă de Șerban Cazan, Andrei Mihai, Alexandra Stan și Lee Anna James fiind înregistrată la Fonogram Studios și HaHaHa. 

## Videoclip
Filmările pentru videoclip au fost realizate într-un studio în regia lui Vlad Fenesan sub producția Griffon & Swans. Acesta a fost lansat și încărcat pe YouTube pe 27 august 2014. 

## Lansările
| Țara    | Data           | Format           | Casă discuri |
| ------- | -------------- | ---------------- | ------------ |
| România | 27 august 2014 | Digital Download | Roton        |